# Округ Дарлингтон (Јужна Каролина)
Округ Дарлингтон (енгл. Darlington County) је округ у америчкој савезној држави Јужна Каролина. По попису из 2010. године број становника је 68.681.

## Демографија
Према попису становништва из 2010. у округу је живело 68.681 становника, што је 1.287 (1,9%) становника више него 2000. године.
| Група             | 2000.          | 2010.          |
| Белци             | 38.161 (56,6%) | 37.993 (55,3%) |
| Афроамериканци    | 28.104 (41,7%) | 28.573 (41,6%) |
| Азијати           | 142 (0,2%)     | 203 (0,3%)     |
| Хиспаноамериканци | 658 (1,0%)     | 1.140 (1,7%)   |
| Укупно            | 67.394         | 68.681         |